# Мала Одеса
Мала Одеса (енгл. Little Odessa) је амерички криминалистички драмски филм из 1994. године, који је написао и режирао Џејмс Греј, у свом редитељском дебију, у којем главне улоге тумаче Тим Рот, Едвард Ферлонг, Мојра Кели, Максимилијан Шел и Ванеса Редгрејв.

## Радња
Филм прати лични однос између Аркадија Шапире, његове смртно болесне супруге Ирине и њихова два сина, Џошуе и Рубена. Џошуа, старији брат, је убица руско-јеврејске мафије у Бруклину и отуђен је од своје породице. Након што је завршио уговорено убиство, Џошуи је наређено да убије иранског драгуљара у Брајтон Бичу, што он невољно прихвата. Џошуа стоји испред стана своје породице, где га примећује један од његових старих пријатеља Саша, који следећег дана каже Џошуином брату Рубену. Рубен одлази у хотел где је Џошуа одсео да га види. Џошуа пита Рубена како је знао да је у Брајтону и планирају да се поново сретну следећег дана.
Џошуа чека близу шеталишта где је Саша и застрашује га да каже ко још зна да је Џошуа у Брајтону. Саша доводи Џошуу на штанд за поправку аутомобила где су Виктор и Јуриј. Џошуа каже да ће му помоћи да пронађе иранског драгуљара, а када они одбију, Џошуа им прети.
Када човек примети Џошуу како хода улицом, Џошуа га прати до телефонске говорнице и убије га како не би био разоткривен, што је наљутило шефа комшилука Бориса Волкофа. Џошуа почиње да излази са својом бившом девојком Алом Шустервич, која пита Рубена да ли је негде видео Џошуу, а тројац заједно гледа филм. На крају, Рубен води Џошуу кући да поново види своје родитеље, али Аркадија га проглашава убицом и избацује.
Џошуа користи информације о очевој афери да види своју умирућу мајку, која га, након присећања на прошлост, замоли да оде на бакин рођендан, на шта Џошуа пристаје. На дан забаве, Џошуа се састаје са својим пријатељима да киднапују драгуљара. Одводе га на сметлиште где Џошуа убија човека, пре него што спали тело у пећи. Бришу пиштољ од отисака и бацају га близу пећи. Рубен је сведок убиства и узима пиштољ са места убиства. Аркадија открива да Рубен не иде школу већ два месеца и туче га. Угледавши Рубеново лице у модрицама, Џошуа доводи Аркадију на снежно поље и спрема се да га убије, али губи живце након што му Аркадија каже да му више нема куда да оде у Брајтон Бичу. Након тога, Аркадија препушта свог сина Волкову и Ирина умире.
Следећег дана када Рубен вози бицикл, двојица Волкофових људи гурну га на земљу и кажу му да је Џошуа мртав човек. Са мафијом која га прогања, Џошуа остаје код Але.
Волкофови људи траже Џошуу и претражују Алин комшилук. Рубен сазнаје од Саше где је Џошуа и креће са бициклом да упозори свог брата. Један од Волкофових људи проналази Алу напољу како ставља веш и пуца у њу пре него што побегне. Рубен проналази Алино тело и пуца у другог потенцијалног убицу. Саша стиже на лице места и, видећи некога иза чаршава које је Ала окачила да се суши, одмах пуца у њу кроз чаршав, верујући да је то један од мушкараца који траже Џошуу. Када погледа иза чаршаве, схвата да је убио Рубена; он бежи пре него што се Џошуа појави. После тога, Џошуа проналази Рубена и носи његово тело, умотано у чаршав, у пећ на кремацију.

## Улоге
- Тим Рот као Џошуа Шапира
- Едвард Фурлонг као Рубен Шапира
- Ванеса Редгрејв као Ирина Шапира
- Максимилијан Шел као Аркади Шапира
- Мина Берн као бака Тсилија Шапира
- Мојра Кели као Ала Шустервич
- Пол Гилфојл као Борис Волков

## Пријем
Филм је освојио Сребрног лава на Венецијанском филмском фестивалу и престижну Гран при Белгијског удружења филмских критичара. Такође је заслужио дивљење од француског мајстора Клода Шаброла.
На Rotten Tomatoes, Мала Одеса има оцену од 53% од 19 рецензија.